# SkyBridge Alternatives Conference
La SkyBridge Alternatives Conference (a menudo estilizada SALT o SALT iConnections) es una conferencia anual de fondos de cobertura patrocinada por SkyBridge Capital que comenzó en 2009. La conferencia de fondos de cobertura más grande del mundo, The New York Times la considera «una de las reuniones más destacadas de Wall Street» y Reuters la considera una conferencia emblemática de Wall Street. Tradicionalmente celebrada en Las Vegas, Nevada, la conferencia se trasladó a la ciudad de Nueva York en 2021. La conferencia es conocida por albergar charlas de «expertos de mercado de alto perfil, políticos y personalidades del mundo del espectáculo».

## Historia
Fundada en 2009 por Anthony Scaramucci, SALT ha evolucionado hasta convertirse en una conferencia de tres días, que inicialmente provocó su salto a la fama. La conferencia inaugural tuvo lugar en mayo de 2009 en el salón de baile del Encore Las Vegas.
La conferencia de 2012 contó con una actuación de Maroon 5 y discursos de Al Gore y Sarah Palin. Ese mismo año se lanzó SALT Singapur, que luego pasó a llamarse SALT Asia. En 2014, se informó que SALT Asia atraía aproximadamente la mitad de asistentes que su contraparte más grande de Las Vegas.
En 2017, el intento de venta de SkyBridge Capital a HNA Group resultó en la escisión de la conferencia SALT en su propia entidad, y la venta de Scaramucci de su participación para unirse a la entonces administración de Donald Trump. Once días después de su contratación, Trump lo despidió y regresó a SALT. La venta propuesta, que provocó una pausa en 2018, no se completó y HNA Group retiró su oferta.
A partir de la conferencia de 2019, el enfoque de la conferencia pasó de centrarse predominantemente en fondos de cobertura a atraer audiencias más amplias. Presenta a líderes mundiales, fiestas nocturnas y un concierto. La conferencia de 2019 incluyó una actuación de John Fogerty. Hablando con Reuters en 2019, que señaló cómo la conferencia fue más moderada que en años anteriores sin un ambiente de fiesta, Scaramucci afirmó: «Lo que estamos tratando de hacer es muy sobrio». La conferencia experimentó su segunda asistencia más alta ese año, y los asistentes entrevistados por Reuters apreciaron «el programa de ritmo más rápido»y el «tono moderado», que sintieron «era más apropiado para los tiempos actuales».
La conferencia de 2023 incluyó una entrevista con el Dr. Garry Nolan sobre objetos voladores no identificados que fue organizada por el socio gerente de SALT, Alex Klokus. Klokus organizó otra discusión sobre objetos con el teniente coronel retirado Karl Nell, exmiembro del Grupo de Trabajo sobre Fenómenos Aéreos No Identificados, en la conferencia 2024.

## Asistencia
Siendo conferencia de fondos de cobertura más grande del mundo, el periodista Lawrence Delevingne se refirió a SALT en 2014 como «el Super Bowl de los fondos de cobertura». A partir de 2018, SALT ha tenido un promedio de 1800 asistentes y ha recibido a los expresidentes estadounidenses Bill Clinton y George W. Bush.